# Феста, Аль
Аль Феста (итал. Al Festa) — итальянский композитор, режиссёр, сценарист и звукорежиссёр.

## Карьера в кино
Карьера Аль Феста в кино началась в качестве композитора и звукорежиссёра, в том числе ему удалось поработать над несколькими проектами Бруно Маттеи. Непосредственно в качестве режиссёра Феста сделал всего два фильма — «Цыганский ангел» 1992 и «Экран-убийца» 1996 годов, хотя также Феста режиссировал музыкальные видеоклипы различных групп рок-направленности. Цыганский ангел был стилистически выдержан в направлении романтического триллера, созданного на почве джалло.Фильм был несколько затянут, его монтаж отличался некоторой быстротой и спешностью, а музыка больше подходила для какого-либо видеоклипа.В 1996 году вышла его вторая режиссёрская работа Экран-убийца, длящаяся около 140 минут. В качестве актёров в фильме были задействованы Дэвид Уорбек, Дональд Плезенс, Ангус Скримм, Линни Куигли, Россано Брацци, Алида Валли и т. д.

## Фильмография
| Год  | Русское название                    | Оригинальное название фильма | Кто                             |
| ---- | ----------------------------------- | ---------------------------- | ------------------------------- |
| 1996 | Экран-убийца Смертельные фотографии | Fatal Frames                 | Режиссёр, сценарист, композитор |
| 1992 | Цыганский ангел                     | Gipsy Angel                  | Режиссёр, композитор            |
| 1989 |                                     | Nato per combattere          | Композитор                      |
| 1988 | Военный робот                       | Robowar — Robot da guerra    | Композитор                      |
| 1988 | Полицейская игра                    | Cop Game                     | Композитор                      |
| 1988 | После смерти                        | Oltre la morte               | Композитор                      |